# Saint-Vaast-d'Équiqueville
Pour les articles homonymes, voir Saint-Vaast.
Saint-Vaast-d'Équiqueville est une commune française située dans le département de la Seine-Maritime en région Normandie.

## Géographie

### Localisation
| Freulleville       | Saint-Jacques-d'Aliermont  | Notre-Dame-d'Aliermont |
|                    | Saint-Vaast-d'Équiqueville | Osmoy-Saint-Valery     |
| Les Grandes-Ventes |                            | Ricarville-du-Val      |

Saint-Vaast-d'Équiqueville est située à l'extrémité nord-ouest du pays de Bray, dans la vallée de la Béthune, Saint-Vaast étant situé sur la rive droite et Équiqueville sur la rive gauche. Au nord-est, le territoire communal atteint l'Aliermont alors qu'à l'ouest, il côtoie la forêt du Croc (partie nord de la forêt d'Eawy).
Saint-Vaast est à 10 km d'Envermeu, à 13 km de Londinières et d'Arques-la-Bataille, à 17 km de Neufchâtel-en-Bray, à 20 km de Dieppe, et à 21 km d'Auffay. 
Saint-Vaast-d'Équiqueville était située sur la ligne Paris-Dieppe aujourd'hui transformée en itinéraire cyclable reliant Londres à Paris (tronçon de Forges-les-Eaux à Saint-Aubin-le-Cauf).

### Hydrographie
La commune est située dans le bassin Seine-Normandie. Elle est drainée par l'Arques, le fossé du Fond de Meuse, la Béthune et un autre petit cours d'eau,.
L'Arques, d'une longueur de 67 km, prend sa source dans la commune de Gaillefontaine, à une altitude de 204 m (le cours d'eau porte alors le nom de rivière de la Béthune) et se jette  dans la Manche à Dieppe, après avoir traversé 24 communes. 

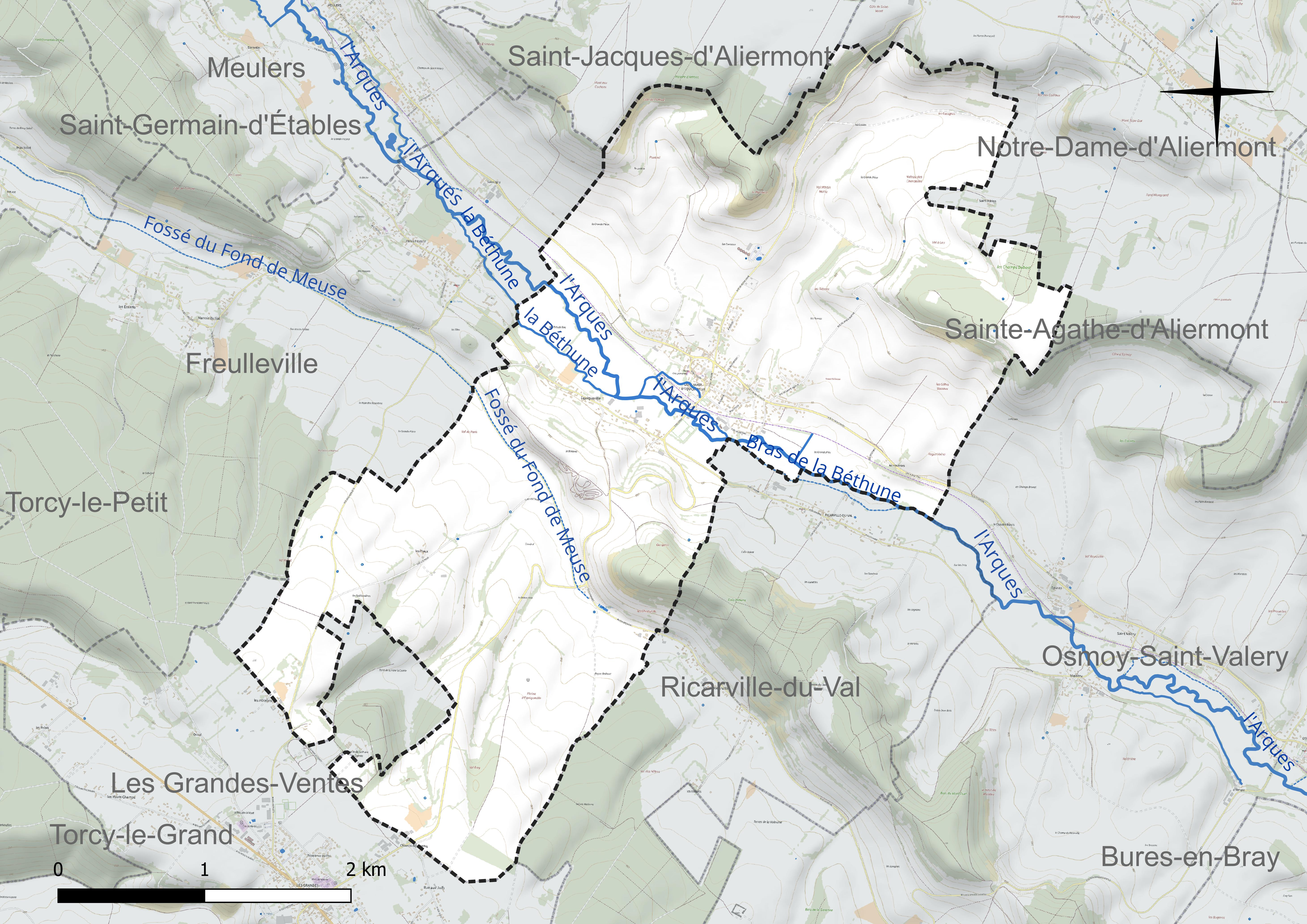
Réseau hydrographique de Saint-Vaast-d'Équiqueville.

### Climat
Pour des articles plus généraux, voir Climat de la Normandie et Climat de la Seine-Maritime.
En 2010, le climat de la commune est de type climat océanique franc, selon une étude du CNRS s'appuyant sur une série de données couvrant la période 1971-2000. En 2020, Météo-France publie une typologie des climats de la France métropolitaine dans laquelle la commune est exposée à un climat océanique et est dans la région climatique Côtes de la Manche orientale, caractérisée par un faible ensoleillement (1 550 h/an) ; forte humidité de l’air (plus de 20 h/jour avec humidité relative > 80 % en hiver), vents forts fréquents. Parallèlement le GIEC normand, un groupe régional d’experts sur le climat, différencie quant à lui, dans une étude de 2020, trois grands types de climats pour la région Normandie, nuancés à une échelle plus fine par les facteurs géographiques locaux. La commune est, selon ce zonage, exposée à un « climat maritime », correspondant au Pays de Caux, frais, humide et pluvieux, légèrement plus frais que dans le Cotentin.
Pour la période 1971-2000, la température annuelle moyenne est de 10,7 °C, avec une amplitude thermique annuelle de 13,8 °C. Le cumul annuel moyen de précipitations est de 838 mm, avec 13 jours de précipitations en janvier et 8,4 jours en juillet. Pour la période 1991-2020, la température moyenne annuelle observée sur la station météorologique la plus proche, située sur la commune de Dieppe à 18 km à vol d'oiseau, est de 11,3 °C et le cumul annuel moyen de précipitations est de 805,2 mm,. Pour l'avenir, les paramètres climatiques de la commune estimés pour 2050 selon différents scénarios d’émission de gaz à effet de serre sont consultables sur un site dédié publié par Météo-France en novembre 2022.

## Urbanisme

### Typologie
Au 1er janvier 2024, Saint-Vaast-d'Équiqueville est catégorisée commune rurale à habitat dispersé, selon la nouvelle grille communale de densité à sept niveaux définie par l'Insee en 2022.
Elle est située hors unité urbaine. Par ailleurs la commune fait partie de l'aire d'attraction de Dieppe, dont elle est une commune de la couronne,. Cette aire, qui regroupe 62 communes, est catégorisée dans les aires de 50 000 à moins de 200 000 habitants,.

### Occupation des sols
L'occupation des sols de la commune, telle qu'elle ressort de la base de données européenne d’occupation biophysique des sols Corine Land Cover (CLC), est marquée par l'importance des territoires agricoles (88,7 % en 2018), une proportion sensiblement équivalente à celle de 1990 (89,3 %). La répartition détaillée en 2018 est la suivante : 
terres arables (56,8 %), prairies (31,9 %), forêts (6,6 %), zones urbanisées (4,7 %). L'évolution de l’occupation des sols de la commune et de ses infrastructures peut être observée sur les différentes représentations cartographiques du territoire : la carte de Cassini (XVIIIe siècle), la carte d'état-major (1820-1866) et les cartes ou photos aériennes de l'IGN pour la période actuelle (1950 à aujourd'hui).

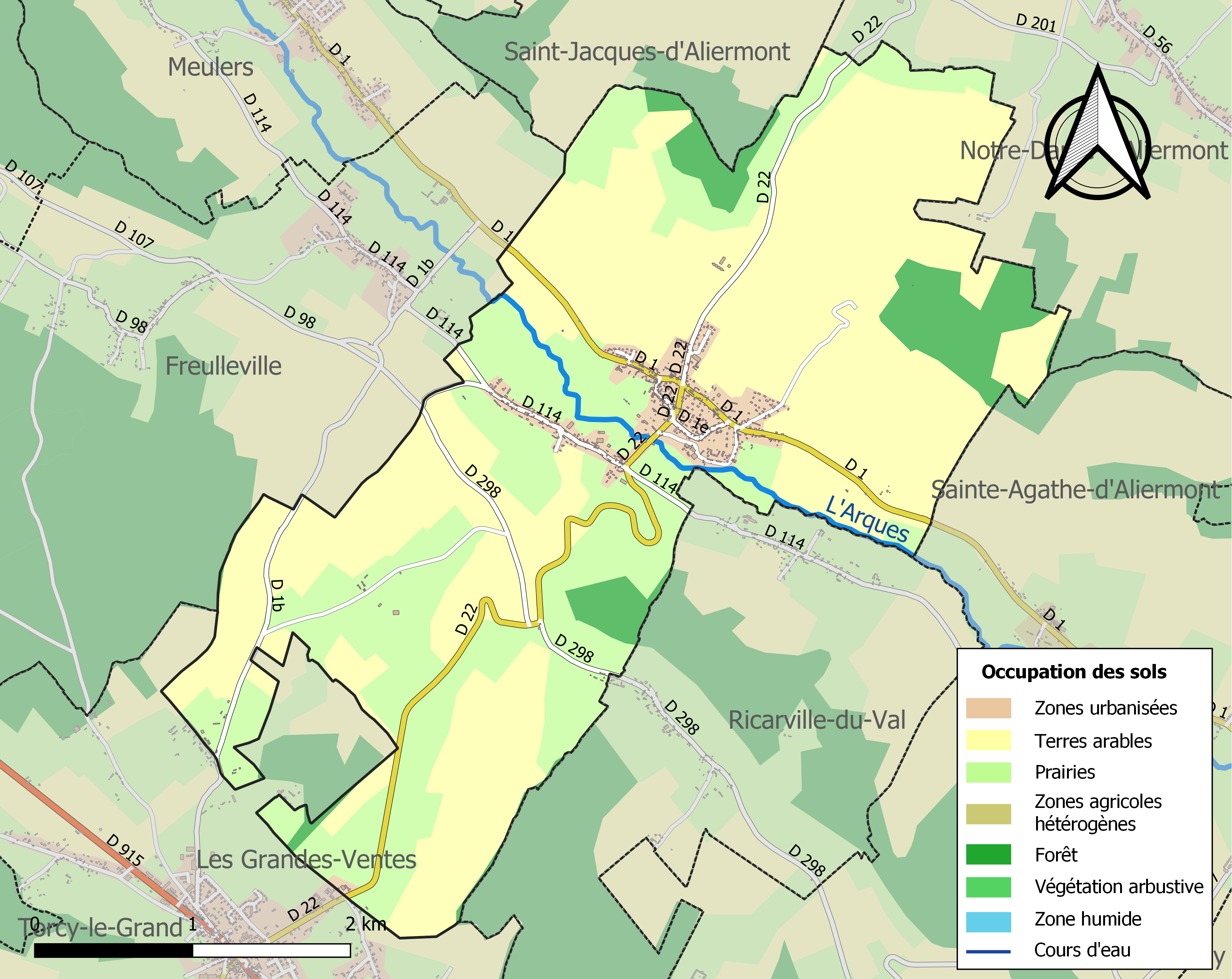
Carte des infrastructures et de l'occupation des sols de la commune en 2018 (CLC).

## Toponymie

### Saint-Vaast
Le nom de la localité est attesté sous les formes Sancto Vedasto entre 1106 et 1135 (Archives départementales de la Seine-Maritime, G 7, p. 793), Sanctum Vedastum vers 1034, Sancti Vedasti fin du XIIe siècle (Arch. S.-M. 16 H — Cart., f. 298 v.), Sancto Vedesto (Arch. S.-M. G 948) et Sancti Vedasti en 1214 (Arch. S.-M. G 7, f. 797), Sancti Vedasti en 1257 (Arch. S.-M. G Arch. — Aliermont), Saint Vaast en 1289 (Bib. de Rouen, fds du Chap.), Saint Vast en 1330 (Arch. S.-M. G 3988), Saint Vaast d'Equiqueville en 1337 (Arch. S.-M. G 3988).
L'hagiotoponyme Saint-Vaast fait référence à Vaast d'Arras, évêque d’Arras au VIe siècle. Vaast est une forme septentrionale d'oïl correspondant à Gaston.

### Équiqueville
Le hameau d'Équiqueville est une ancienne paroisse et commune de Saint-Vaast-d'Équiqueville.
Le nom du hameau est attesté sous les formes Schechevilla (pron. Skekeville) en 1142-1150|50, Eschechevillam en 1153, Eschechevilla en 1180, Eskekevillam avant 1182, Eskekevilla au XIIe siècle,  Esquiquevilla en 1259 (Arch. S.-M. 56 H), Esquiqueville au XVe siècle, Equiqueville en 1715.
Il s'agit d'une formation toponymique médiévale en -ville au sens ancien de « domaine rural », précédé de l’anthroponyme scandinave Skeggi « le Barbu » que l'on retrouve dans Écuquetot (Eskeketot 1122) et dans Skegby (Angleterre, comté de Nottingham, Schegeby XIe siècle).

## Histoire

### L'influence des ducs de Normandie
Les premiers ducs de Normandie possédaient la terre d'Équiqueville. C'est dans ses bois et sur ses collines qu'ils venaient chasser au sortir de leurs châteaux d'Arques ou de Bures. Par la suite, la terre d’Équiqueville est donnée par Richard Ier, duc de Normandie, au chapitre de l’église métropolitaine de Rouen, mais une division s’opère plus tard. Le duc épouse Gonnor, belle-sœur d’un garde forestier d’Équiqueville. Il y a alors deux paroisses. La première — Saint-Vaast-d’Équiqueville — reste aux chanoines ; la seconde — Saint-Pancrace-d’Équiqueville — appartient aux moines du prieuré de Longueville. Les religieuses de Saint-Saëns possèdent au XIIIe siècle un manoir et des bois à Équiqueville. - Autres info: Equiqueville (Saint Pancrae !1419) est rattachée à Saint-Vaast le 15 août 1827 par ordonnance du roi.

### Guerres civiles
Le village est brûlé par les Bourguignons en 1472 (ligue du Bien public) et occupé par les Ligueurs le 20 février 1592 lors des guerres de Religion.

### Fusion des communes
Une ordonnance royale décrète le 21 juillet 1824 la fusion des communes de Saint-Vaast-d’Équiqueville et d’Équiqueville.

### Seconde Guerre mondiale
- 5 juin 1940 : bombardement de Saint-Vaast.
- 8 juin 1940 : l’armée française fait sauter les ponts de la Béthune.
- 9 juin 1940 : arrivée des troupes allemandes.
- 15 juin 1940 : occupation des logements chez les habitants et du château jusque début mai 1944.
- 1941-1942 : pose de câbles et construction de blockhaus.
- 1943 : construction de nouveaux bunkers et blockhaus, pose de mines dans le village aux alentours du château, dans les cours entre la route du foyer et de la laiterie.
- 19 mai 1944 : bombardement du château (Kommandantur).
- 20 mai 1944 : deuxième bombardement du château qui est détruit à l'exception de l'aile gauche.

## Politique et administration
| Période                                  | Période                    | Identité              | Étiquette | Qualité                                                                               |
| ---------------------------------------- | -------------------------- | --------------------- | --------- | ------------------------------------------------------------------------------------- |
| 1835                                     |                            | Joseph Fortuné Milhet |           |                                                                                       |
| 1899                                     |                            | Edmond Cirette        |           |                                                                                       |
| 1903                                     | 1944                       | M. Cauchie            |           |                                                                                       |
| Les données manquantes sont à compléter. |                            |                       |           |                                                                                       |
| mars 1971                                | mars 1977                  | Roger Tételin         |           |                                                                                       |
| mars 1977                                | 1982                       | Fernand Gaillardon    |           | Décédé en fonction                                                                    |
| 1982                                     | mars 1983                  | Roger Dupuis          |           |                                                                                       |
| mars 1983                                | mars 2001                  | Gérard Ledoux         |           |                                                                                       |
| mars 2001                                | mai 2020                   | Daniel Chauvet        | SE        | Retraité de l'enseignement.                                                           |
| juin 2020,                               | En cours (au 10 août 2020) | Francis Sevestre      | SE        | Premier adjoint sortant, ancien chef du centre de secours et d’incendie de la commune |

## Démographie
L'évolution du nombre d'habitants est connue à travers les recensements de la population effectués dans la commune depuis 1793. Pour les communes de moins de 10 000 habitants, une enquête de recensement portant sur toute la population est réalisée tous les cinq ans, les populations de référence des années intermédiaires étant quant à elles estimées par interpolation ou extrapolation. Pour la commune, le premier recensement exhaustif entrant dans le cadre du nouveau dispositif a été réalisé en 2007.

En 2022, la commune comptait 753 habitants, en évolution de +1,35 % par rapport à 2016 (Seine-Maritime : +0,35 %, France hors Mayotte : +2,11 %).
| 1793 | 1800 | 1806 | 1821 | 1831 | 1836 | 1841 | 1846 | 1851 |
| ---- | ---- | ---- | ---- | ---- | ---- | ---- | ---- | ---- |
| 302  | 324  | 314  | 359  | 561  | 522  | 534  | 526  | 536  |

| 1856 | 1861 | 1866 | 1872 | 1876 | 1881 | 1886 | 1891 | 1896 |
| ---- | ---- | ---- | ---- | ---- | ---- | ---- | ---- | ---- |
| 538  | 529  | 520  | 535  | 536  | 520  | 508  | 511  | 547  |

| 1901 | 1906 | 1911 | 1921 | 1926 | 1931 | 1936 | 1946 | 1954 |
| ---- | ---- | ---- | ---- | ---- | ---- | ---- | ---- | ---- |
| 470  | 438  | 456  | 434  | 434  | 408  | 414  | 469  | 574  |

| 1962 | 1968 | 1975 | 1982 | 1990 | 1999 | 2006 | 2007 | 2012 |
| ---- | ---- | ---- | ---- | ---- | ---- | ---- | ---- | ---- |
| 632  | 648  | 552  | 567  | 586  | 562  | 600  | 606  | 696  |

| 2017 | 2022 | - | - | - | - | - | - | - |
| ---- | ---- | - | - | - | - | - | - | - |
| 750  | 753  | - | - | - | - | - | - | - |

## Culture locale et patrimoine

### Lieux et monuments

#### Église Saint-Vaast

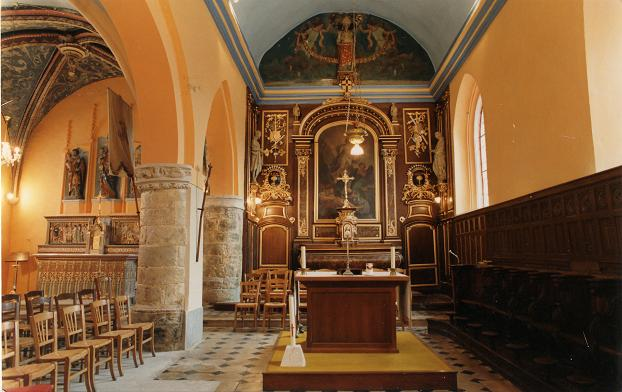
Le retable.

Saint Vaast, patron de l'église, est un évêque d’Arras, mort en 539.
Il subsiste une grande partie de la construction du XIIIe siècle, en particulier les fenêtres du chœur, caractéristiques de cette époque. Le clocher et le transept du midi appartiennent, comme le chœur, à l'ogive primitive mais la nef est romane et doit dater de l'époque de Richard Ier, duc de Normandie.
La chapelle latérale au chœur date du XVe siècle. Lors de sa construction, les grandes ouvertures actuelles ont remplacé d'étroites fenêtres qui perçaient jadis les épaisses murailles.
Le chœur de l'église possède également des boiseries sculptées de l'époque Renaissance, ainsi qu'un retable de la seconde moitié du XVIIIe siècle. Ce retable est aux armes de l'abbé Terrisse, abbé de Saint-Victor-en-Caux (aujourd'hui Saint-Victor-l'Abbaye), et haut doyen du chapitre métropolitain de Rouen : d'azur, avec un arbre dont les racines sont une ancre, chef de gueules à 3 étoiles d'or à 5 branches et une couronne comtale. Ces armoiries qui sont reproduites de chaque côté du retable sont accompagnées de la mitre et de la crosse abbatiales.
À noter que la plus petite des cloches de l'église vient de Ricarville, dont l'église a été démolie dans la première moitié du XIXe siècle.

#### Maison du Doyen
Le doyen du chapitre, bienfaiteur, confère de plein droit à la cure de Saint-Vaast. Ce dignitaire possède dans la paroisse un manoir ou manse décanale. Dans la ferme dite « du Doyenné » sont conservées des dépendances de l'ancien manoir, appelé Maison du Doyen et datant de 1657. La propriété conserve également un puits d'eau potable, comme on en trouvait souvent à l'époque dans chaque exploitation agricole.

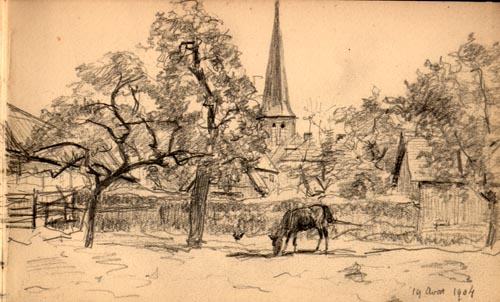
L'église Saint-Vaast, croquis d'Auguste Durst.

#### Cimetière
Présence d'une élégante croix de pierre, qui doit dater de 1605.
Gare
La gare de la commune n'est plus en service. En effet, cette dernière n'accueille plus de trains depuis. Autrefois, cette gare était située sur la ligne Paris-Dieppe mais aujourd'hui il s'agit l'Avenue Verte. Cette ligne est fermée à cause la non-rentabilité de celle-ci. Elle est construite en 1873. Les voyageurs mettaient 45 minutes pour aller à Dieppe et 6 heures pour aller à Paris.

### Personnalités liées à la commune
- Auguste Durst : (1842–1930) a séjourné de 1902 à 1907 à Saint-Vaast, d'où il ramena de nombreux croquis dont-celui-ci représentant l'église. Pendant cette période, il partagea sa vie entre son hôtel particulier de Puteaux et sa maison de Saint-Vaast.
- Albert Guilloux (1871-1952), sculpteur et peintre.

### Héraldique
| Blason de Saint-Vaast-d'Équiqueville | Blason  | Coupé ondé: au 1er de gueules à la mitre brochant sur une crosse en bande, le tout d'argent, à dextre, et à la couronne ducale d'or, à senestre, au 2e d’azur à la foi alésée d'argent. |
| Blason de Saint-Vaast-d'Équiqueville | Détails | Création Jean-François Binon. |

## Pour approfondir